# アインシュタインロマン
アインシュタインロマンは、1991年の4月から12月にかけて『NHKスペシャル』枠で放送された、物理学者アルベルト・アインシュタインをテーマにしたドキュメンタリー番組。全8回（当初予定ではプロローグと全3回だけだった）。

## 概要
世界的童話作家ミヒャエル・エンデをプレゼンターに迎え、主にアインシュタインの生涯と業績を紹介しつつ進行しながらも、単なるアインシュタインの伝記番組に留まらず、哲学・宗教観から文明論にまで踏み込み、アインシュタインが世界に与えた影響と功罪を考察。アインシュタインの風貌を真似た文楽人形や当時としては最新技術だったモーションコントロールカメラを使用したCGなどを用いて難解な理論を分かり易く紹介したり、風刺の効いたドラマ仕立てで現代文明への警鐘を鳴らすなど、科学・教養番組の枠を越えた演出が話題を呼んだ。
演出面での斬新さだけではなく、その土台となる関連資料の綿密な分析を元に制作されている番組でもある。使用されているアインシュタイン直筆の手紙や論文草稿などの各種資料は、エルサレムのヘブライ大学に保存されている「アインシュタイン・アーカイブ」のもので、NHKがテレビ局としては史上初めてとなる全資料の自由使用権を獲得して実現した。
プレゼンターのミヒャエル・エンデは「科学に支配された20世紀文明は砂漠の様になってしまった」と主張し、アインシュタインの偉大な業績は認めつつも、番組を通してアインシュタインに代表される唯物論的で人間性を度外視した科学を鋭く批判している。
一方で相対性理論の理解において重要な「同時性」について理解を間違ったまま作中のストーリーを作成し、初回放映時は間違った説明を放映、再放送でも部分的な手直しで済ませるなどといった「科学の枠を越えた演出」という問題点も指摘されている。
番組内では、アインシュタインの名前の発音を「アルバート・アインシュタイン」で統一している。

## プレゼンター
- ミヒャエル・エンデ（声の出演・奥田瑛二）

## 出演
- アインシュタインの声:小川真司
- ナレーター:広瀬久美子、矢島正明、小川真司
- 荒俣宏
- 金子務（大阪府立大学教授）

## ドラマ出演
- パントマイム:中村ゆうじ（現・中村有志）
- ミレーバ夫人他:毬谷友子
- バレリー・デュポン:ジュリー・ドレフュス（声の出演・小山茉美）
- 20世紀博物館学芸部長:ミヒャエル・エンデ
- 20世紀博物館案内人:天本英世
- お言葉の男:細川俊之
- バレリーの友人:佐々木すみ江

## 放送リスト・日時（総合テレビ）
- プロローグ「知の冒険」（4月26日）

シリーズ全編の予告編。アインシュタインの「なぜ人間が世界を理解出来るのか?それこそ私が永遠に理解できないことだ」という言葉を軸に、人類が文明を発達させてきた「知の冒険」を考察するシリーズの制作意図を解説。
- 第1回「黄泉の時空から」（4月28日）

アインシュタインが死後の世界から自らの人生を回想するという設定で、特殊相対性理論以降の生涯を描く。友人が保管していたプライベートフィルムや資料映像などを織り交ぜて、アインシュタインの業績や人となり、宗教観、文明観、臨終の様子などを紹介。
- 第2回「相対性理論 考える+翔ぶ!」（5月26日）

アインシュタインが相対性理論を発案した青春時代にスポットを当て、ミレーバ夫人（毬谷友子）や友人達との関わりをドラマ仕立てで再現。仲間達との会話を元にアインシュタインが持つ創造性のルーツと発想の特徴を紐解くと共に、CGを駆使して相対性理論の世界を映像化する。
- 第3回「光と闇の迷宮～ミクロの世界～」（6月30日）

粒と波の性質を持つ光にスポットを当て、物理学の歴史を紐解くと共に、アインシュタインが遂に解き明かす事が出来なかったミクロの世界の現象を紹介。またそれらを解明し確率を重視するニールス・ボーアを初めとする量子力学者たちと、「神はサイコロを振らない」として反対したアインシュタインとの相克を描く。
- 君は宇宙をどこまで知るか（8月23日）

当時ドイツ人学校生徒だった少年をレポーター役に、スティーブン・ホーキング博士など一流の科学者へのインタビューを通して、子供達に知の冒険の魅力を伝える番外編。実験や観測で今も確認され続けている相対性理論の予言や結果も併せて紹介。
- 第4回「時空　悪魔の方程式」（10月27日）

一般相対性理論で導き出されたアインシュタイン方程式の世界を、CGと中村ゆうじのパントマイムを用いたドラマ仕立てで紹介する。また宇宙創生時の物理法則が破綻した、いわゆる特異点と世界各地に残る神話や哲学との比較を通して、科学の限界について考察する。
- 第5回「E=mc² 隠された設計図」（11月24日）

原子爆弾の元になる理論を考案しルーズベルト大統領に開発を勧めながら、一方では敬虔なキリスト教徒で平和運動に熱心だったという、科学者としての精神と個人としての精神が分裂しているアインシュタインの姿を通して、科学技術と人間性や自然環境が本当に共存可能なのかを問いかける。またマンハッタン計画に参加した科学者の証言や戦後アメリカの科学者達の姿を通じて、科学技術が純粋な研究を逸脱し、国家や企業に利用されている姿を描く。
- 特別編「アインシュタイン最後の挑戦」（仮題「エンデの文明砂漠」12月22日）

「空想科学ドキュメント」と銘打ち、架空のドラマ仕立てでアインシュタインと20世紀文明の問題点を考察した特別編。時は西暦2091年。20世紀文明を納めた「20世紀博物館」を訪れた女性客（毬谷友子）と博物館学芸部長（エンデ）との対話を軸に、20世紀末に発見された「アインシュタインメモ」の謎を紐解く。
20世紀末、アインシュタインが死の直前に残した「私は神のパズルを全て解いてしまいました」と書かれたメモが発見された。世は一躍アインシュタインブームになり、細川俊之が司会を務めるアインシュタインの言葉をテーマにした番組が大ヒットするなど、未発表の「最終理論」が存在する可能性に多くの注目が集まった。アインシュタインの熱烈なファンでメモの発見者である科学ジャーナリストのバレリー・デュポン（演:ジュリー・ドレフュス）は、メモの謎を解明すべく奔走する中で、次第にアインシュタインの功罪と科学万能の20世紀文明の問題点に気付いていく。

## スタッフ
- 協力:バイエルン放送協会
- 共同制作:NHKエンタープライズ
- 資料：ヘブライ大学 アインシュタイン・アーカイブ
- 音楽:篠原敬介
- バイオリン演奏:コー・ガブリエル・カメダ
- バイオリン提供:海老澤敏
- 衣裳:森英恵
- 人形浄瑠璃:文楽座
  - 浄瑠璃:豊竹嶋大夫
  - 三味線:鶴沢清介
  - 人形:吉田文吾、吉田文司、吉田玉佳
- 人形制作:大江巳之助
- 舞踏:ビジョップ・山田
- CG制作:ハイビジョンCGラボ（NHKエンタープライズ、株式会社東芝、株式会社清水建設、株式会社東レ、株式会社キヤノン販売、株式会社イマージュ）、カーネギーメロン大学
- 題字・ロゴデザイン;岡本一平+岡本太郎
- ライトアート:ヤマザキミノリ
- 撮影:斎藤秀夫、浜田健三
- 音声:川端義則、亀川徹
- 照明:福島輝雄
- 技術:下村隆、佐野嘉弘
- デジタル合成:須賀川豊、飯塚正人
- イメージエフェクト:石茂雄
- 美術:大鹿文明、岡部務
- 音響効果:尾上政幸
- 編集:関本泉、桑原仁志
- 構成:鬼頭春樹
- 制作:河邑厚徳、松島真二

## 関連書籍
- 日本放送出版協会編
- 1「黄泉の時空から 天才科学者の肖像」ISBN 4140087684
- 2「考える+翔ぶ! 相対性理論創造のプロセス」ISBN 4140087692
- 3「光と闇の迷宮 量子力学のミステリー」ISBN 4140087706
- 4「悪魔の方程式 宇宙創成への問い」ISBN 4140087714
- 5「E=mc² 隠された設計図」ISBN 4140087722
- 6「私は神のパズルを解きたい-アインシュタイン・ドキュメント」ISBN 4886790526
- 「やさしい相対性理論-君は宇宙をどこまで知るか 」ISBN 4140800003
- 「エンデの文明砂漠 ミヒャエル・エンデと文明論」ISBN 4140087730